# Disternopsis bivittipennis
Disternopsis bivittipennis är en skalbaggsart som beskrevs av Stefan von Breuning 1968. Disternopsis bivittipennis ingår i släktet Disternopsis och familjen långhorningar. Inga underarter finns listade i Catalogue of Life.